# Velódromo Municipal de Montevidéu
O Velódromo Municipal de Montevidéu é um velódromo localizado no Parque Batlle em Montevidéu, Uruguai. Com 333 metros de extensão, é o principal local de ciclismo de pista do país desde sua inauguração em 1938. O Campeonato Mundial de Ciclismo em Pista de 1968 foi realizado lá.. 
Desde 1998, o nome oficial do local é Velódromo Municipal Atilio François em homenagem a Atilio François, ciclista uruguaio que venceu três edições da Vuelta Ciclista del Uruguay, entre outras competições nacionais e internacionais.
É administrado pela Secretaria de Educação Física, Esportes e Recreação da Prefeitura de Montevidéu, pela Federação Uruguaia de Ciclismo e pela Organização de Futebol Infantil.

## Outros eventos
O velódromo abriga em seu espaço interno a pista, um campo onde a Organização Nacional de Futebol Infantil realiza as finais metropolitanas de suas ligas de bairro e departamentais.
Com capacidade para 15.000 pessoas, o velódromo já foi utilizado para apresentações artísticas, incluindo palcos de Carnaval, duas edições da Fiesta de la X e dezenas de concertos musicais. É um dos espaços preferidos de músicos nacionais e internacionais para suas apresentações no Uruguai. Já recebeu inúmeros concertos de artistas nacionais e internacionais, entre os quais:
| País | Artista                                                    | Ano                      |
| ---- | ---------------------------------------------------------- | ------------------------ |
|      | Alanis Morissette                                          | 1999                     |
|      | Maná                                                       | 2000                     |
|      | Shakira                                                    | 2000                     |
|      | Sui Generis                                                | 2000                     |
|      | Natalia Oreiro                                             | 2000                     |
|      | Turf, Sordromo, Libido e La Ley                            | 2003                     |
|      | Catupecu Machu, Attaque 77, Hereford e Trotsky Vengarán    | 2003                     |
|      | Molotov                                                    | 2004                     |
|      | La Renga                                                   | 2004/2007/2011           |
|      | La Oreja de Van Gogh                                       | 2005                     |
|      | No Te Va Gustar                                            | 2005/2006/2009/2013/2015 |
|      | Skay Beilinson                                             | 2005                     |
|      | Indio Solari y los Fundamentalistas del Aire Acondicionado | 2005/2022                |
|      | Buitres Después de la Una                                  | 2006/2009/2014           |
|      | Deep Purple                                                | 2006                     |
|      | Alejandro Sanz                                             | 2007                     |
|      | Joan Manuel Serrat                                         | 2007/2010                |
|      | Jethro Tull                                                | 2007                     |
|      | Sepultura                                                  | 2007                     |
|      | Rata Blanca                                                | 2007                     |
|      | Catupecu Machu, Marky Ramone, Hereford e Trotsky Vengarán  | 2008                     |
|      | Ricardo Montaner                                           | 2005/2009/2010/2011      |
|      | Gustavo Cerati                                             | 2009                     |
|      | Makano                                                     | 2009                     |
|      | Rubén Blades                                               | 2010                     |
|      | ReyToro                                                    | 2010                     |
|      | Andrés Calamaro                                            | 2010                     |
|      | Roxette                                                    | 2011                     |
|      | Charly García                                              | 2011                     |
|      | Ricky Martin                                               | 2011/2016                |
|      | Juan Luis Guerra                                           | 2011                     |
|      | Nick Jonas & the Administration                            | 2011                     |
|      | Don Omar                                                   | 2011                     |
|      | Demi Lovato                                                | 2012                     |
|      | Fito Páez                                                  | 2012                     |
|      | La Vela Puerca                                             | 2012/2015/2016/2018/2022 |
|      | Calle 13                                                   | 2012/2014                |
|      | Orchestre International du Vetex, Manu Chao                | 2012                     |
|      | Jonas Brothers                                             | 2013                     |
|      | El Cuarteto de Nos                                         | 1987/2002/2005/2013/2015 |
|      | Tan Biónica                                                | 2013/2014                |
|      | Chayanne                                                   | 2015                     |
|      | CD9                                                        | 2015                     |
|      | Lucas Sugo                                                 | 2015                     |
|      | Daddy Yankee                                               | 2015                     |
|      | Rombai, Márama                                             | 2015/2016                |
|      | Maluma                                                     | 2016/2017                |
|      | Ivete Sangalo                                              | 2017                     |
|      | Gorillaz                                                   | 2017                     |
|      | Marc Anthony                                               | 2018                     |
|      | Carl Cox                                                   | 2018                     |